# دان گرین (بازیکن فوتبال)
دان گرین (انگلیسی: Don Green; ۳۰ نوامبر ۱۹۲۴ – ۱۹۹۶ (۷۱−۷۲ سال)) بازیکن فوتبال بود.
از باشگاه‌هایی که در آن بازی کرده‌است می‌توان به باشگاه فوتبال ایپسویچ تاون اشاره کرد.